# Sitio de Gaza (332 a. C.)
El sitio de Gaza fue un encuentro militar importante en el año 332 a. C. durante la campaña de Egipto de Alejandro Magno.
En esa época Gaza era una ciudad importante, cruce de caminos entre el mar Rojo, Egipto y Siria. La ciudad se encontraba en la cima de una colina situada aproximadamente a 2 kilómetros de la costa y defendida por una alta muralla.
Alejandro conquistó la ciudad utilizando máquinas de asedio que había utilizado en el previo sitio de Tiro y su victoria en Gaza le aseguró el acceso a la rica provincia de Egipto que se rindió y se sometió a Alejandro voluntariamente sin oponer ninguna resistencia (más que nada porque los egipcios odiaban a sus gobernantes persas).

## Antecedentes
Tras el sitio de Tiro, las únicas dificultades antes de llegar a la satrapía de Egipto eran las ciudades fortificadas de Acre y Gaza. Alejandro Magno no encontró resistencia en Acre con lo que pudo penetrar  hasta llegar a Gaza.
El comandante persa de la ciudad de Gaza era el eunuco Batis, que aprovisionó la ciudad de soldados y víveres para resistir un sitio largo, intentando cerrar el paso a Egipto y dar tiempo a Darío III para que reorganizase a su ejército en el valle. La fortaleza de Gaza se encontraba en una colina y desde ahí controlaba la única ruta de acceso a Egipto, el verdadero objetivo de Alejandro. La fortaleza tenía murallas de 18 metros de alto y para cuando Alejandro arribó a ella ya se encontraba bien aprovisionada; Batis también había incrementado su contingente con mercenarios árabes.

## Desarrollo del sitio
Al llegar, Alejandro inmediatamente erigió su campamento frente a las murallas del sur que fueron juzagadas como las más débiles.
La situación de Gaza en una colina no permitió a los macedonios utilizar directamente sus máquinas de asedio contra las murallas, por lo que tuvieron que construir un terraplén en la parte sur de la muralla.
Una vez terminado, empezaron a utilizar los arietes contra las murallas. Para evitar que los macedonios abriesen una brecha en la muralla, los sitiados hicieron una rápida salida. Únicamente una intervención personal de Alejandro evitó que se perdiesen las máquinas de asedio y se destruyese el terraplén. En esta lucha, Alejandro resultó herido por un dardo en el hombro.
Después de este ataque, un mercenario árabe fingió rendirse tras lo cual Alejandro lo mandó llevar al campamento, pero una vez a solas el árabe trato de asesinar a Alejandro que sufrió una herida leve antes de que el mercenario fuese matado.
Tras este revés, Alejandro ordenó a Hefestión traer las máquinas de asedio que utilizaron en Tiro en 20 barcos atenienses; adicionalmente, los macedonios construyeron más terraplenes para rodear toda la fortaleza de Gaza. Atacando por varios puntos a la vez, los macedonios lograron abrir tres brechas en las murallas y lanzar ataques por éstas. Los defensores lograron rechazar los primeros ataques, pero la situación se volvió insostenible cuando los hipaspistas lograron abrir las puertas de la ciudad; tras esto, los defensores lucharon hasta la muerte pero fueron derrotados por los macedonios.
A pesar de esto, Batis se negó a rendirse, aunque fue herido y capturado. Los generales macedonios Filotas (hijo de Parmenión) y Leonato fueron quienes tomaron preso a Batis y lo llevaron ante Alejandro.

## Consecuencias
Tras tomar la ciudad, toda la población masculina adulta fue ejecutada mientras que los niños y mujeres que sobrevivieron fueron vendidos como esclavos.
Según Curcio, Batis fue ejecutado a imitación de la manera en que el cadáver del héroe mitológico griego Héctor había sido tratado por Aquiles en las leyendas griegas: Sus talones fueron perforados de lado a lado y por estos orificios se introdujo una cuerda (entre el hueso de su talón y su tendón de Aquiles), y el otro extremo de esta cuerda fue atada a un carro de guerra que arrastró a Batis a lo largo de las murallas de Gaza hasta que murió. Si bien Alejandro solía mostrar admiración por enemigos que eran honorables y valientes en combate (como cuando se mostró magnánimo con el Rey Poros después de haberlo derrotado), no le perdonó la vida a Batis y lo ejecutó de una manera especialmente brutal.
Todo este episodio probablemente se debió a que Batis se negó a sometérsele aun después de haber sido vencido: después de la batalla, cuando fue capturado y llevado ante Alejandro, el rey macedonio le dirigió la palabra y Batis se rehúso incluso a contestarle y, en lugar de eso, se limitó a dirigirle una mirada despectiva y desafiante; todo lo cual enfureció a Alejandro.
Con esta victoria Alejandro Magno abrió el camino hacia la conquista de la satrapía de Egipto la cual se sometió voluntariamente tras el sitio de Gaza.
Otra de las consecuencias de la batalla fue que la ciudad no solo quedó destruida casi totalmente sino que también fue abandonada completamente al poco tiempo.